# 桃源郷へようこそ!
『桃源郷へようこそ!』（とうげんきょうへようこそ）は、原作：イダタツヒコ、作画：水谷麻志による日本の漫画作品。単行本は全4巻まで刊行。『月刊サンデージェネックス』（小学館）で2012年8月号より2014年8月号まで連載された。

## 概要
本作品の原作・作画のコンビは、『月刊サンデージェネックス』2011年3月号に掲載された読み切り『サカキさんちのコ猫たち』以来となる（なお、作画の水谷はこれがデビュー作となった）。イダの作品としては、『星屑番外地』以来の同誌での連載、水谷にとっては初の連載作品である。短期連載としてスタートしたが、予定よりも長く続くに至り、2013年2月に単行本第1集が発売した。
本作品は、魔女っ娘女子高生・綺紗羅と某古武術の使い手の女子高生・浅葱が仲居を務める老舗旅館『風雲閣』で巻き起こる事件と日常を描いた魔女っ娘仲居温泉アクションである。基本は『美女で野獣』や『星屑番外地』と同様のコメディもの。
なお、世界観は『美女で野獣』や『サカキさんちのコ猫たち』と繋がりがあるようだが、明確な説明は特にされていない。

## あらすじ
魔女っ娘女子高生・綺紗羅は職業研修で1年間、仲居の仕事をするために老舗旅館『風雲閣』にやって来る。ここは一見普通の旅館だが、実は極東唯一の魔術拠点（ホットスポット）である。ここで女将を務める七海暁乃はかつて悪名高き大魔女だった。綺紗羅の野望は、彼女を倒し、世界征服すること。こうして、彼女の風雲閣での日々が始まるのだった。

## 登場人物

### 風雲閣
如月 綺紗羅（きさらぎ きさら）
極東魔術学院に通う高校3年生の18歳。大魔女だった暁乃に憧れ、彼女を倒し世界征服する野望を胸に風雲閣で働き始める。鼻粘膜が弱く、強い魔素や霊力を感じると鼻血を出しまくる。
最終話では、職業研修を終えた後に風雲閣の若女将を務める傍ら世界征服を目指している模様。
三荊 浅葱（さんばら あさぎ）
某古武術系道場の跡取り娘（第4話で『美女で野獣』に登場した鬼首流と判明する）で綺紗羅と同じく高3の18歳。背が低め。
仲居としては綺紗羅の先輩。
七海 暁乃（ななみ あけの）
風雲閣の女将で、『口縄の魔女』で知られ世界と戦った悪名高き大魔女だった。女将をしているのは、先代の女将（現・大女将）に負けたためだという。
本田 鼎（ほんだ かなえ）
風雲閣の番頭。眼鏡をかけている。生真面目な性格。また、強力な魔力をもつ1人。
龍泉 寺仁（りゅうせんじ しのぶ）
風雲閣の板長。昔は魂切り包丁の異名を持つ名の知れた武侠だったが、現女将のため禁を破り風雲閣で大暴れし武侠界を追放された。
草刈 サイゾー（くさかり-）
風雲閣の機関部であるボイラー室を管理する老人。
美霧（みきり）
とある地方の土地神と人間の女性の間に生まれた子供。
母親が亡くなったため風雲閣に引き取られたが、風雲閣の開かずの間である『白虎の間』に300年引きこもり、ニート生活をしている。
大女将
風雲閣の大女将。本名不明。暁乃を女将にした張本人で彼女より強いらしい。お茶が好き。
おサキさん
風雲閣の仲居で綺紗羅の同僚。化け狐。
まみさん
風雲閣の仲居で綺紗羅の同僚。化け狸。
白羽（しらは）＆黒羽（くろは）
風雲閣の板前。詳細は不明だが人間ではないらしく、それぞれ白い羽、黒い羽をもち、普段はそれを隠している。
要 操男（かなめ みさお）
綺紗羅より1ヶ月新人の従業員。　

### 準レギュラー
麻坂 真咲（まさか まさき）
羽座間神社の娘で巫女。普段は冷静沈着だが、実は相当の寂しがりやで綺紗羅に「心を開きすぎ」と指摘されるほど。
綺紗羅から『神職』と呼ばれている。
美馬 飛雁（みま ひかり）
暁乃の高校時代の同級生。『禁呪』を使用したペナルティで幼女の姿をしている。
正午院 楿（しょうごいん かつら）
綺紗羅の同級生で学年1位。生粋のお嬢様。最初は綺紗羅の世界征服の野望を馬鹿にしていたが、結果として彼女に触発され「先に世界征服する」と宣言する。

### お客さん（ゲストキャラ）
許（ホイ）三兄弟
暗黒三本槍の異名を持つフリーの用心棒。3人一組で行動しお風呂でも編み笠は外さない。
チョウ・ワイオン
暴烈正義の異名を持つ、崑崙山出身の孤高の剣士。
マモル＆アヤノ
いたずらっ子な双子。綺紗羅に懐かない。
朋原 朋生（ともはら ともき）
修学旅行に来た男子高校生。正体は男子たちに紛れて風雲閣へと侵入した魔術師。
傘音 鈴里（かさね　すずり）
風雲閣を取材にきたトラベルライター。美霧とメル友に。
小玉 麻美子（こだま まみこ）
傘音の後輩で撮影担当。
村雨 ヒトミ（むらさめ-）
ヴァンパイアのマーティンと恋に落ち、父親の反対を押し切り駆け落ちした人間の女性。
マーティン
名家のヴァンパイア。ヒトミと駆け落ちする。
右嶋 美代（うしま みよ）
学年10位。楿の取り巻き。
左隈 愛蘭（さくま あらん）
学年25位。楿の取り巻き。
森山 福郎（ペンネーム：福袋ふくろう）
漫画家。劇中の作画はイダが担当。
浅葱の父
年に2回浅葱の様子を見にやってくる父親。娘に対し里心がつかないようにと厳しく接するが内心心配で仕方ない。
人魚
非合法の倶楽部『禍食会』に狙われた小さな人魚。
流 一丹（ながれ いったん）
風雲閣前・板長で仁の兄弟子だった男。禁じられた食材に手を出したことで風雲閣を追われた。
沖菜 心一郎（おきな しんいちろう）
31歳のイケメン俳優兼歌手。通称：おきしんさん。
徐堂 誠（じょどう まこと）
正午院家に仕える執事。楿のことが「あの見事なクソ女っぷり」だからこそ好き。
左桜 優一郎（ささくら ゆういちろう）
35歳。デブ・七三・色メガネな楿のお見合い相手。正午院家乗っ取りを企むが失敗。
双馬 創軒（そうま そうけん）
魔術拠点を2つ壊滅に追い込んだ重犯罪人で『獅子の魔術師』。暁乃と力の差は五分五分。
来野 千加（くるの ちか）
魔術系の大学生。親友の和美が友達以上に大好き。
和美（かずみ）
千加の幼馴染・親友で同じく大学生。
はざまん
羽座間温泉公認ゆるキャラ。
有馬
雪女と結婚するも離婚し、娘をさらって逃げた男。
雪女
有馬の元妻。娘を連れ戻そうと激怒し、風雲閣に猛吹雪を起こす。
草刈 凪沙（くさかり なぎさ）
サイゾーの祖母。禍ツ神の門番として異世界『常世（エターナル）』へと旅立った。そこで再構成されたため、上半身は幼女、下半身は巨大なタコのような姿に。
松雪（まつゆき）
稀代の人形魔術師・巻目仙悦の娘。
アキレギア
猫のような少女型人形。
仲良し四兄弟
指名手配中の魔術強盗団。暁乃の年に一度の休日を狙い襲おうとするが逆に返り討ちに。

## 単行本
- 原作：イダタツヒコ、作画：水谷麻志 『桃源郷へようこそ！』 小学館〈サンデージェネックスコミックス〉、全4巻
  1. 2013年2月19日発売 ISBN 978-4-09-157338-4
  2. 2013年7月19日発売 ISBN 978-4-09-157354-4
  3. 2014年3月19日発売 ISBN 978-4-09-157369-8
  4. 2014年9月19日発売 ISBN 978-4-09-157390-2